# Ариас Херьяк, Армодио
Армодио Ариас Херьяк (исп. Harmodio Arias Cerjack; 1 марта 1956, Панама — 6 февраля 2014, там же) — панамский дипломат и государственный деятель, министр иностранных дел (2003—2004).

## Биография
Являлся племянником экс-президента Панамы Арнульфо Ариаса Мадрида.
Во время президентства Гильермо Эндары (1990—1994) занимал пост заместителя министра торговли и промышленности. Являлся послом Панамы в Эквадоре. Затем занял пост заместителя министра иностранных дел.
В 2003—2004 гг. — министр иностранных дел Панамы. На этом посту 3 ноября 2003 г. открыл дворец Симона Боливара, построенный к 100-летию образования Панамы. Ушёл в отставку в 2004 г., чтобы возглавить предвыборный штаб кандидата в президенты Хосе Мигеля Алемана.
В 2006 г. баллотировался на пост президента Панамы.
Увлекался конным спортом.